# Great Ganilly
Great Ganilly (Cornisch: Guen Hily) is een van de grotere onbewoonde eilanden van de Isles of Scilly, een eilandengroep ca. 45 km voor de kust van Cornwall in het Verenigd Koninkrijk.
Great Ganilly of kortweg Ganilly (uitspraak: [g'NIL-ie], met harde g) is het grootste van de Eastern Isles, de meest oostelijk gelegen eilanden van de Isles of Scilly. Het ligt ongeveer 1 km ten zuidoosten van het eiland St. Martin's. Ganilly is een langwerpig gevormd eiland van iets meer dan 8 ha groot, waarvan de lengte-as noordwest-zuidoost is georiënteerd. Het hoogste punt van Ganilly is een heuvel aan de noordzijde van het eiland, die 32 m hoog is en waarop een cairn uit de bronstijd is gesitueerd. Aan de zuidkant van het eiland bevindt zich een tweede heuvel van 28 m hoog. Dicht bij de noordpunt van Ganilly ligt het eilandje Nornour.
Little Ganilly, dat nog geen 2,5 ha groot is, ligt ongeveer 1 km ten westzuidwesten van Great Ganilly.